# Distrito rural de Bahman
Distrito rural de Bahman (em persa: دهستان بهمن) é um distrito rural (dehestan) no distrito Central, da província de Fars, Irã. No censo de 2006, sua população era de 2 024 habitantes, em 497 famílias. O distrito rural possui dezoito aldeias.